# William Herbert
William Herbert (12 de janeiro de 1778 — Londres, 28 de maio de 1847) foi um botânico, ilustrador botânico, poeta e clérigo britânico. Ele serviu como membro do parlamento para Hampshire de 1806 a 1807, e para Cricklade de 1811 a 1812. Seus escritos botânicos são conhecidos por seu tratamento de Amaryllidaceae.

## Vida
Era o terceiro filho e quinto filho de Henrique Herbert, 1.º Conde de Carnarvon, com Lady Elizabeth Alicia Maria, filha mais velha de Charles Wyndham, 2.º Conde de Egremont. Ele nasceu em 12 de janeiro de 1778, e foi educado no Eton College. Em 16 de julho de 1795, Herbert matriculou-se na Christ Church, Oxford, mas logo migrou para o Exeter College, onde se formou bacharel em 6 de junho de 1798. Posteriormente, mudando-se para o Merton College, ele prosseguiu M.A. 23 de novembro de 1802, B.C.L. 27 de maio de 1808, D.C.L. 2 de junho de 1808 e B.D. 25 de junho de 1840.  Em uma carreira política, ele foi eleito M.P. para Hampshire em 1806, e para Cricklade em 1811, e também parece ter praticado no bar. Mas logo depois de se aposentar do parlamento, em 1812, ele mudou seus planos. Em 1814 foi ordenado, e foi nomeado para a reitoria de Spofforth no West Riding of Yorkshire. Ele deixou Spofforth em 1840 em sua promoção a Decano de Manchester.
Herbert morreu repentinamente em sua casa em Hereford Street, Park Lane, Londres, na sexta-feira, 28 de maio de 1847.

## Obras
Em 1801 ele trouxe Ossiani Darthula, um pequeno volume de poesia grega e latina. Em 1804 apareceu a parte i. de sua Poesia Islandesa Selecionada, traduzida dos originais com notas. Parte ii. seguido em 1806. Estes foram os primeiros trabalhos sobre a antiga literatura escandinava em inglês. Lord Byron mencionou Herbert em seu English Bards and Scotch Reviewers (1809). Outras traduções foram de poemas alemães, dinamarqueses e portugueses, com alguns poemas ingleses diversos (1804).
Contribuiu com artigos de caráter não-político para a Edinburgh Review. Helga, poema em sete cantos, saiu em 1815, com uma segunda edição no ano seguinte; depois Hedin, ou o Espectro do Túmulo, um conto em verso da história dinamarquesa. Londres, 1820; Pia della Pietra, 1820; Iris, uma ode latina, York, 1820; e o Feiticeiro Andarilho da Jutlândia em 1820-1. O poema épico intitulado Átila, ou o Triunfo do Cristianismo, em doze livros, com prefácio histórico, foi publicado em 1838; e um último volume de poemas, O Cristão, em 1846.
Cedo interessado em história natural, e uma boa foto, ele ajudou James Rennie a editar The Natural History and Antiquities of Selborne de Gilbert White em 1833, e contribuiu com notas para a edição da obra de Edward Turner Bennett em 1837. Ele escreveu muito para o Registro Botânico e Revista Botânica, particularmente sobre o assunto de plantas bulbosas. Ele cultivou um grande número dessas plantas em Spofforth, e em Mitcham, Surrey; muitos deles foram perdidos para o cultivo. Seu volume padrão sobre este grupo de plantas, Amaryllidaceæ, foi publicado em 1837. Sua Sinopse Crocorum apareceu na porção diversa do Registro Botânico de 1843-4-5. As contribuições sobre hibridização feitas por ele ao Journal of the Horticultural Society foram o resultado da observação e do experimento. A History of the Species of Crocus foi reimpressa separadamente desse jornal, editado por John Lindley em 1847, logo após sua morte. O gênero Herbertia de Sweet comemorou seu nome.
Suas principais obras, incluindo sermões, resenhas e memórias científicas, além de seus primeiros volumes poéticos, apareceram em 2 volumes em 1842. Ele editou Musae Etonensis (1795) ainda na escola e, ao abandonar Eton, obteve um prêmio por um poema latino sobre o tema Rhenus, que foi publicado. Uma tradução apareceu em Translations of Oxford Prize Poems, 1831.

## Lista de publicações selecionadas
- Herbert, W. (1819). «Amaryllis reticulata». Curtis's Botanical Magazine. 47: 2113
- Herbert, W. (4 de abril de 1820). «On the culture of the Guernsey Lily, and other bulbs of the genera Nerine, Coburgia and Brunsvigia, heretofore united under Amaryllis». Trans. Hortic. Soc. Lond. 4: 176–184
- Herbert, William (1821). «An Appendix: Preliminary Treatise (pp. 1–14) and A Treatise &c. (pp. 15–52)». Piccadilly, London: James Ridgway and Sherwood, Neely, and Sons. The Botanical Register. 7
- Herbert, William (1837). Amaryllidaceae: Preceded by an Attempt to Arrange the Monocotyledonous Orders, and Followed by a Treatise on Cross-bred Vegetables, and Supplement. London: Ridgway
- Herbert, William (1847). «A History of the Species of Crocus». The Journal of the Horticultural Society of London. 2: 249–293

## Bibliography
- Stearn, William T. (1952). «William Herbert's "Appendix" and "Amaryllidaceae"». Journal of the Society for the Bibliography of Natural History. 2 (9): 375–377. doi:10.3366/jsbnh.1952.2.9.375
- Herbert, William (1842). Works of the Hon. and Very Rev. William Herbert, Dean of Manchester, Etc. Excepting those on botany and natural history; with additions and corrections by the author (em inglês). II. London: Bohn
- Supplement to the Works of the Hon. and Very Rev. William Herbert, Dean of Manchester, Etc (em inglês). London: H.G. Bohn. 1846